# Club de Deportes Recoleta
El Club de Deportes Recoleta es un equipo de fútbol chileno, de la comuna de Recoleta en la ciudad de Santiago, Región Metropolitana. Fue fundado el 23 de enero de 2014 y actualmente juega en la Liga de Ascenso de Chile.

## Historia

### Inicios
Durante 2013, el alcalde de Recoleta Daniel Jadue quería crear un club para competir en la Tercera División, tarea que le encomendó al entrenador chileno Fabián Marzuca. El año 2014, el mismo año de su creación, el cuadro de la comuna de Recoleta logra inscribirse con éxito en la Tercera División B. En su primer partido oficial por la competencia de Tercera División B 2014, el elenco albiazul cae derrotado por 1-0 ante Quintero Unido. A su vez, la primera victoria oficial de los recoletanos vendría en la tercera fecha, al derrotar como visitante 4-2 a otro equipo que debutó en la categoría, como lo fue Ferro Lampa. Su primer triunfo como local lo consiguió en la fecha 4, en el Estadio Municipal de Recoleta, ante el histórico Ferroviarios, derrotándolos 2-1. En ese torneo, el club realizó una buena campaña, terminando en el segundo lugar de la Zona Norte con 38 puntos, uno menos que el puntero, clasificando la segunda fase. A pesar de todas las predicciones, terminó siendo eliminado, luego de caer ante Real San Joaquín en la última fecha, más otro resultado que dejó fuera al club recoletano solo por diferencia de goles.
El año 2015 mantuvieron la buena campaña, en la Copa Absoluta de la mano de su Director Técnico Fabián Marzuca , donde debutaban ante el elenco de Tercera División A, Provincial Marga Marga en la ciudad de Quilpué donde los derrotaron por 5-2. Finalmente quedarían en la segunda ubicación detrás de Unión Casablanca en el grupo 8, y pasarían a los octavos de final, donde enfrentarían a Deportes Vallenar.
Tras un empate en la ida por 1-1 en el Estadio Chacabuco y el empate 2-2 en la vuelta en el Municipal Nelson Rojas de Vallenar, los 'Albiazules' clasificaban por goles de visita a cuartos de final, a la cual llegaban solo dos clubes de la Tercera División B que aún peleaban el ascenso, Deportes Recoleta y Lautaro de Buin. Para esta fase, los Recoletanos volverían a empatar ahora ante Unión Casablanca 1-1 en el Estadio Chacabuco, pero caerían en el duelo de vuelta 1-0 en el Arturo Echazarreta con lo cual quedarían eliminados y perderían el ascenso, que terminaría recayendo en Lautaro de Buin quien a la postre clasificó a Semifinales tras vencer a Deportivo Estación Central.

### Campeón
Deportes Recoleta tuvo su revancha para el campeonato oficial. Se mantuvo como líder 18 de las 22 fechas de la primera fase, obteniendo 20 partidos ganados, 1 empate y 1 derrota, para la fase final los Recoletanos partieron ganando por 2-1 a Provincial Osorno en el Rubén Marcos Peralta, aunque cayeron luego ante Athletic Club Colina, los albiazules lograron superarse y se quedaron ampliamente con la liguilla, cinco unidades sobre el segundo, que a la postre sería el mismo Provincial Osorno, lo que cerraría un año con un rendimiento que lo mantuvo a la cabeza de la Tercera División B por casi todo el campeonato y logrando el ansiado ascenso a la Tercera División A como campeón.

### Ascenso
El equipo de Recoleta llegó a la Copa Absoluta 2016 exhibiendo el campeonato de la Tercera División B. Además tenía el cartel de favorito para quedarse con el Grupo 7, donde estaba ubicado. Sorprendentemente, el club es eliminado en la primera fase, quedando en el tercer lugar de 5 equipos, con 6 puntos.
El torneo oficial de Tercera División A comenzó con la derrota de los albiazules , 1-2 en ante el histórico club General Velásquez. Luego de eso, el conjunto logró construir una base sólida, llegando a consolidarse durante los siguientes partidos, el club mantuvo una actuación correcta sin despegarse nunca de los primeros lugares. Deportes Recoleta estaba liderando desde la fecha 14, consolidando su posición como uno de los candidatos para el ascenso. Finalmente, el 3 de diciembre de 2016, los albiazules derrotaron a Lautaro de Buin , por la fecha 28, por 2-0, sellando su segundo ascenso consecutivo, además del subcampeonato del torneo y de paso un hito para el club; por primera vez en su corta historia, jugarán en fútbol profesional chileno.

### Profesionalismo
Durante su primera incursión en el profesionalismo, en el Torneo de Transición de Segunda División 2017, debuta en la categoría goleando por 5-0 a Deportes Pintana el 29 de julio, en el Estadio Municipal Lucio Fariña Fernández. En dicho partido, el encargado de convertir el primer gol del club en el fútbol profesional fue Stefan Pino, a los 14 minutos de juego.
Después de una campaña con altos y bajos, el club recoletano gana el último partido de la temporada por 0-2 a Independiente de Cauquenes de visita el 10 de diciembre de 2017, ubicándose en el 5° lugar con 28 puntos, asegurando su participación en la Segunda División Profesional de Chile 2018. En 2021 el cuadro de Recoleta consiguió ascender a la Primera B de Chile, tras quedar primero en la Segunda División de Chile.

### Su estadía en Primera B
Su debut en Primera B se dio el día 23 de febrero de 2022, ante el histórico equipo de Fernández Vial, terminando 0-0. Ya en la fecha 7, el 22 de abril logra su primera victoria en la división por 3-1, frente a Deportes Copiapó. Dicho encuentro fue jugado en el estadio Santa Laura.

## Uniforme
- Uniforme titular: Camiseta blanca, pantalón blanco y medias blancas.
- Uniforme alternativo: Camiseta azul, pantalón azul y medias blancas.

### Uniforme titular
| 2014-15 | 2016 | 2017 | 2018 | 2019 | 2020-21 |

### Uniforme alternativo
| 2014-15 | 2016 | 2017 | 2018 | 2019 | 2020-21 |

### Indumentaria
Las siguientes tablas detallan la cronología de las marcas de las indumentarias y los patrocinadores de Deportes Recoleta.
| Período | Proveedor |
| ------- | --------- |
| 2014-   | Training  |

| Período   | Auspiciador    |
| --------- | -------------- |
| 2014-2015 | Vega Central   |
| 2016      | Motorola       |
| 2017      | Comercial Sol  |
| 2019      | Contractal     |
| 2020      | Red Megacentro |
| 2020-2021 | Elías Mazú     |
| 2022      | SumUp          |
| 2023      | Elías Mazú     |
| 2024-     | Bradford Hill  |

## Estadio
El Estadio Municipal Leonel Sánchez Lineros es una instalación de pasto natural, ubicado en Av. Recoleta 3005, comuna de Recoleta, Región Metropolitana.
En 2018 fue remodelado para tener una capacidad máxima de 1000 espectadores. En 2023 su capacidad fue ampliada a 2000 espectadores para poder acoger partidos en Primera B.
Durante la campaña debut del cuadro recoletano en la Primera B de Chile, tras llegar a un acuerdo con Unión Española, se anunció que dicha temporada ocupará para ejercer su localía el Estadio Santa Laura.

## Datos del club
- Temporadas en 1ª División B: 4 (2022- )
- Temporadas en 2ª División Profesional: 5 (2017-2021)
- Temporadas en 3ª División A: 1 (2016)
- Temporadas en 3ª División B: 2 (2014-2015)

## Jugadores

### Plantilla 2025
- Por disposición de la Asociación Nacional de Fútbol Profesional (ANFP), los equipos chilenos en la Liga de Ascenso están limitados a tener en su plantel un máximo de cinco futbolistas extranjeros, más un juvenil extranjero inscrito en el fútbol formativo desde el año 2023.
- Por disposición de la ANFP, el número de las camisetas no puede sobrepasar al número de jugadores inscritos.
- Por disposición de la ANFP, el plantel debe utilizar al menos 1890 minutos a juveniles chilenos nacidos a partir del 1 de enero de 2004.

### Altas 2025
| Jugador           | Posición      | Procedencia          | Tipo            |
| ----------------- | ------------- | -------------------- | --------------- |
| Esteban Kirkman   | Portero       | Concón National      | Libre           |
| Felipe Alvarado   | Defensa       | Santiago Morning     | Libre           |
| Francisco Alarcón | Defensa       | Cobresal             | Libre           |
| Mikel Arguinarena | Mediocampista | San Marcos           | Traspaso        |
| Ignacio Lemmo     | Mediocampista | Progreso             | Libre           |
| Gonzalo Espinoza  | Mediocampista | Deportes Antofagasta | Libre           |
| Jimmy Cisterna    | Delantero     | San Antonio Unido    | Libre           |
| Bastián Valdés    | Delantero     | Cobreloa             | Préstamo        |
| Carlos González   | Delantero     | Trasandino           | Fin de préstamo |
| David Salazar     | Delantero     | Unión San Felipe     | Libre           |

### Bajas 2025
| Jugador               | Posición      | Destino              | Tipo            |
| --------------------- | ------------- | -------------------- | --------------- |
| Jonathan Salvador     | Portero       | Bandera de ?         |                 |
| Ignacio Sáez          | Portero       | Universidad de Chile | Fin de préstamo |
| Fernando Cornejo      | Defensa       | Deportes Concepción  | Libre           |
| Francisco Sepúlveda   | Defensa       | Santiago City        | Libre           |
| Franco Ragusa         | Mediocampista | Concón National      | Libre           |
| Ricardo Sánchez       | Mediocampista | Deportes Linares     | Libre           |
| José Mauricio Delgado | Mediocampista | Trasandino           | Fin de préstamo |
| Camilo Ponce          | Delantero     | Deportes Rengo       | Libre           |
| Roberto Riveros       | Delantero     | Deportes Temuco      | Libre           |
| Nicolás Barrera       | Delantero     | Bandera de ?         |                 |
| Víctor Campos         | Delantero     | San Luis             | Fin de préstamo |

## Entrenadores

### Cronología
- Fabián Marzuca  (2014-2019)
- Felipe Nuñez (2020-2023)
- Luis Landeros (2023-)

## Palmarés

### Torneos nacionales
- Segunda División Profesional (1): 2021
- Tercera División B (1): 2015
- Subcampeón de la Tercera División A (1): 2016